# Круті часи в «Ріджмонт Хай»
«Круті часи в «Ріджмонт-Гай»» (англ. Fast Times at Ridgemont High) — молодіжний комедійно-драматичний фільм 1982 року режисера Емі Гекерлінг за сценарієм Кемерона Кроу, створеним на основі його ж оповідання «Круті часи в «Ріджмонт-Гай»: Правдива історія».

## Сюжет
У фільмі переплітаються декілька сюжетних ліній, які відображають особисте життя, інтереси та навчання групи старшокласників однієї школи. Вони з різним успіхом розв'язують типові проблеми підлітків: мріють про секс або стосунки заради сексу, мріють бути незалежними та досягти успіху в дорослому житті.

## В ролях
| Актор                | Роль              |
| -------------------- | ----------------- |
| Шон Пенн             | Джефф Спіколі     |
| Дженніфер Джейсон Лі | Стейсі Гамільтон  |
| Джадж Рейнгольд      | Бред Гамільтон    |
| Браян Бейкер         | Марк Ратнер       |
| Роберт Романус       | Майк Дамон        |
| Фібі Кейтс           | Лінда Баррет      |
| Аманда Вайсс         | Ліза              |
| Рей Волстон          | містер Хенд       |
| Скотт Томсон         | Арнольд           |
| Вінсент Ск'явеллі    | містер Варгас     |
| Форест Вітакер       | Чарльз Джефферсон |
| Джеймс Руссо         | грабіжник         |
| Ніколас Кополла      | приятель Бреда    |

## Сприйняття
Фільм отримав загалом позитивні відгуки. На Rotten Tomatoes його оцінки 78% на основі 59 відгуків від критиків і 80% від більш ніж 100 000 глядачів. В прокаті фільм зібрав більш як $27 мільйонів при бюджеті менш як $5 мільйонів.

## Визнання
З часом «Круті часи в „Ріджмонт-Гай“» став культовим фільмом.
2005 року фільм був записаний Національною радою США до Національного реєстру кінокартин вибраних для збереження у Бібліотеці Конгресу як «культурно, історично, або естетично значущий» фільм.
Фільм посідає вісімдесят сьому сходинку у списку 100 найсмішніших американських фільмів за 100 років за версією AFI.